# Wydział Nawigacyjny Uniwersytetu Morskiego w Gdyni
Wydział Nawigacyjny Uniwersytetu Morskiego w Gdyni – jednostka naukowo-dydaktyczna, będąca jednym z czterech wydziałów Uniwersytetu Morskiego w Gdyni. Kształci studentów na dwóch kierunkach (Nawigacja oraz Transport) w sześciu specjalnościach, przygotowując do pracy w transporcie morskim w charakterze oficerów na statkach oraz osoby do pracy w  portach i przedsiębiorstwach związanych z logistyką.

## Historia
Od otwarcia Szkoły Morskiej w Tczewie w 1920 miała ona dwa wydziały: Wydział Nawigacyjny i Mechaniczny. 8 grudnia 1920, gdy nastąpiło uroczyste otwarcie Szkoły, na Wydziale Nawigacyjnym było 49 uczniów. Pierwsi absolwenci ukończyli Szkołę Morską w 1923, jednak dopiero po następnych trzech latach znaleźli oni zatrudnienie pod polską banderą, kiedy powstało Przedsiębiorstwo Państwowe Żegluga Polska. W 1929 po raz pierwszy absolwenci Wydziału Nawigacyjnego Szkoły Morskiej zostali kapitanami (Leon Rusiecki na SS Wilno i Zbigniew Deyczakowski na SS Robur I).
W 1930 cała szkoła została przeniesiona do specjalnie zbudowanej siedziby w Gdyni. W czasie II wojny światowej szkoła morska, pod nazwą Państwowa Szkoła Morska w Gdyni działała w Southampton, a później w Londynie, podlegając Ministerstwu Przemysłu i Handlu rządu emigracyjnego.
Państwową Szkołę Morską w Gdyni reaktywowano po wojnie, ale w roku 1947 Wydział Nawigacyjny przeniesiono do nowo utworzonej Państwowej Szkoły Morskiej w Szczecinie. W 1953 w Państwowej Szkole Morskiej w Gdyni odtworzono Wydział Nawigacyjny.
W 1969 Państwowa Szkoła Morska została przekształcona w Wyższą Szkołę Morską. Od tego czasu absolwenci Wydziału Nawigacyjnego uzyskiwali tytuł inżyniera nawigatora morskiego. W 1975 rozpoczęto pięcioletnie studia magisterskie. W tym samym roku uruchomiono studia zaoczne. W 1984 otwarto inżynierskie studia wieczorowe w specjalności eksploatacja portów.
Struktura wydziału zmieniała się przez lata. W latach 90. XX wieku Wydział Nawigacyjny liczył 8 katedr, a w roku 2006 zreorganizowano je, tworząc pięć katedr. W roku 2007 wprowadzono studia dwustopniowe: inżynierskie (3,5 roku) i magisterskie (2 lata).
Od 2010 Wydział Nawigacyjny ma uprawnienia do nadawania stopnia naukowego doktora nauk technicznych w dyscyplinie transport.

## Współczesność
W skład Wydziału wchodzą:
- Katedra Nawigacji
- Katedra Eksploatacji Statku
- Katedra Geodezji i Oceanografii
- Katedra Transportu i Logistyki

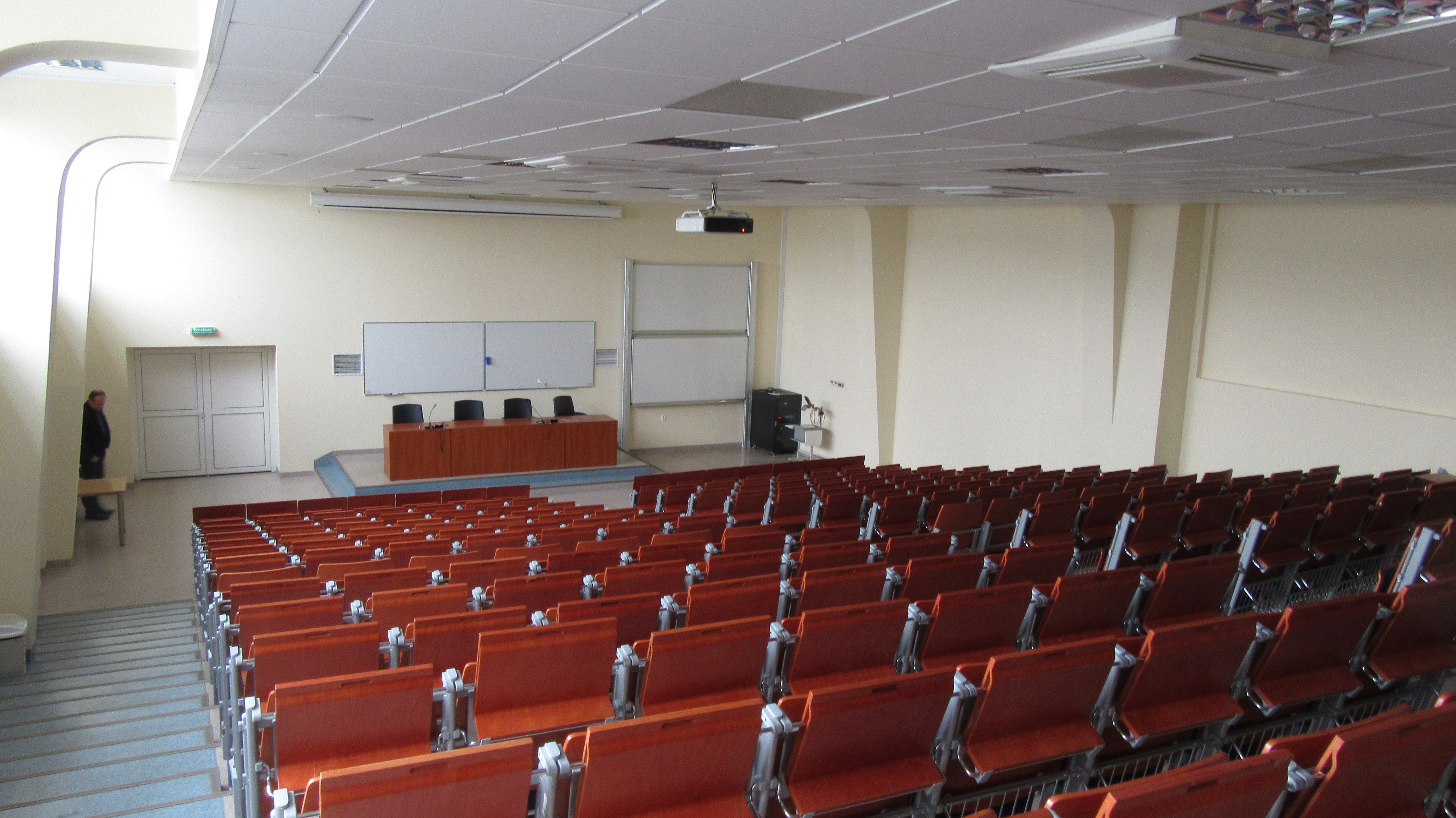
Audytorium

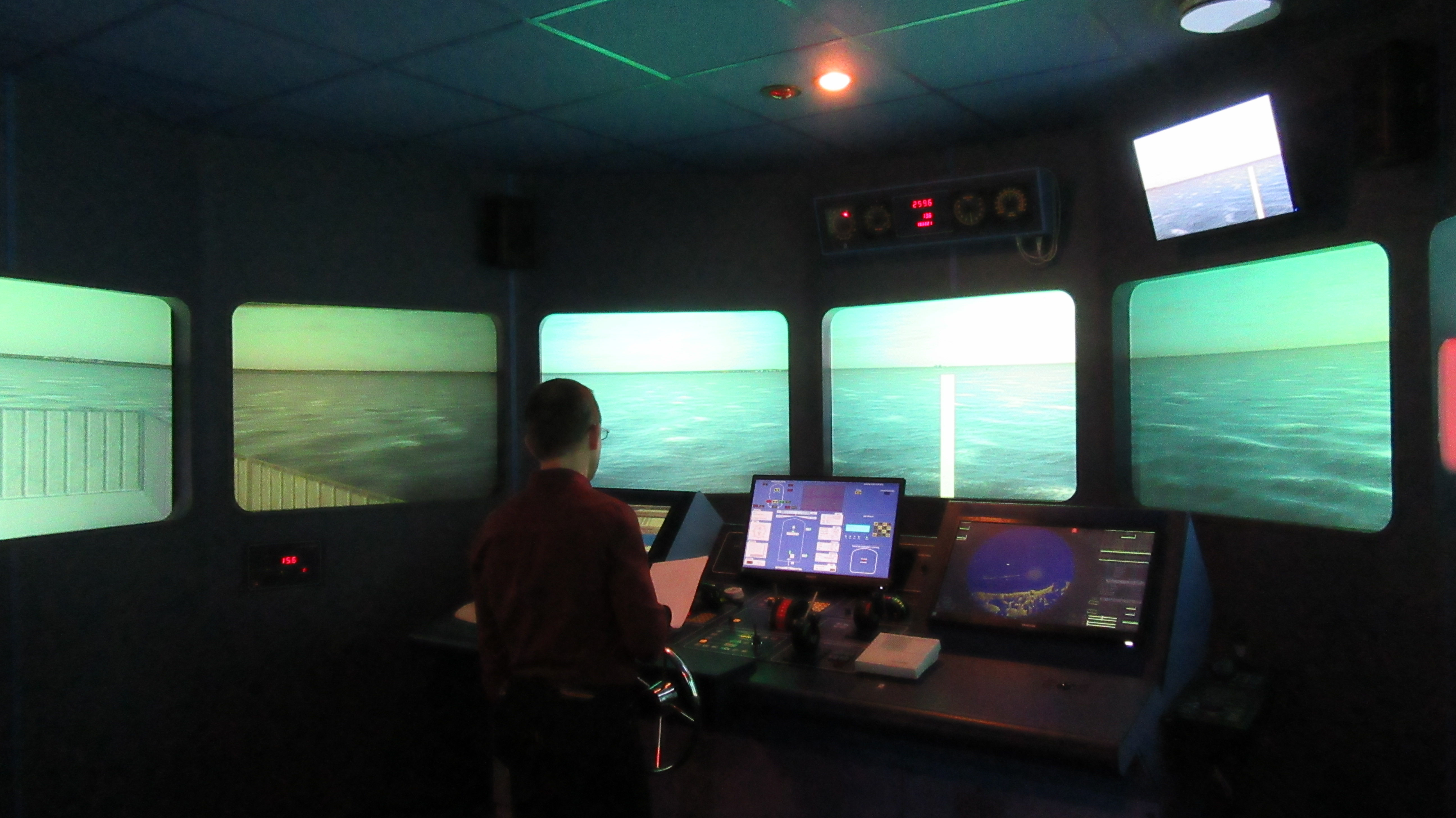
Jeden z symulatorów mostka kapitańskiego

- Katedra Matematyki (Katedra Matematyki obejmuje nauczaniem matematyki wszystkich studentów Uniwersytetu Morskiego)

W roku akademickim 2016/2017 Wydział Nawigacyjny prowadził studia stacjonarne i niestacjonarne na dwóch kierunkach: 
- Nawigacja, w specjalnościach transport morski, technologie offshorowe, zarządzanie bezpieczeństwem w transporcie morskim, żegluga arktyczna
- Transport, w specjalnościach: transport i logistyka oraz morskie systemy transportowe i logistyczne[2].

Na wydziale prowadzone są też studia podyplomowe.

## Baza dydaktyczna
Wydział Nawigacyjny dysponuje wieloma laboratoriami i symulatorami umożliwiającymi studentom poznawanie budowy i działania różnych systemów, urządzeń i procesów. Najbardziej złożonymi są symulatory mostka do trenowania wachty nawigacyjnej i manewrowania statkiem oraz planetarium (uruchomione w 1979, przebudowane w 2011).
Studenci Wydziału Nawigacyjnego odbywają praktyki na statkach Dar Młodzieży oraz Horyzont II.

## Współpraca
Wydział Nawigacyjny współpracuje z IMO i Nautical Institute z Londynu oraz z Międzynarodowym Stowarzyszeniem Uczelni Morskich (IAMU). Pracownicy Wydziału biorą udział w Międzynarodowym Projekcie Inwestycyjnym „Projekt budowy i organizacji Akademii Rybołówstwa w Namibe (Angola)”, do którego to programu opracowują także podręczniki.
Od 2015 we współpracy z Politechniką Gdańską i Akademią Marynarki Wojennej oraz Polską Agencją Kosmiczną i Centrum Badań Kosmicznych PAN tworzony jest międzyuczelniany kierunek Technologie kosmiczne.

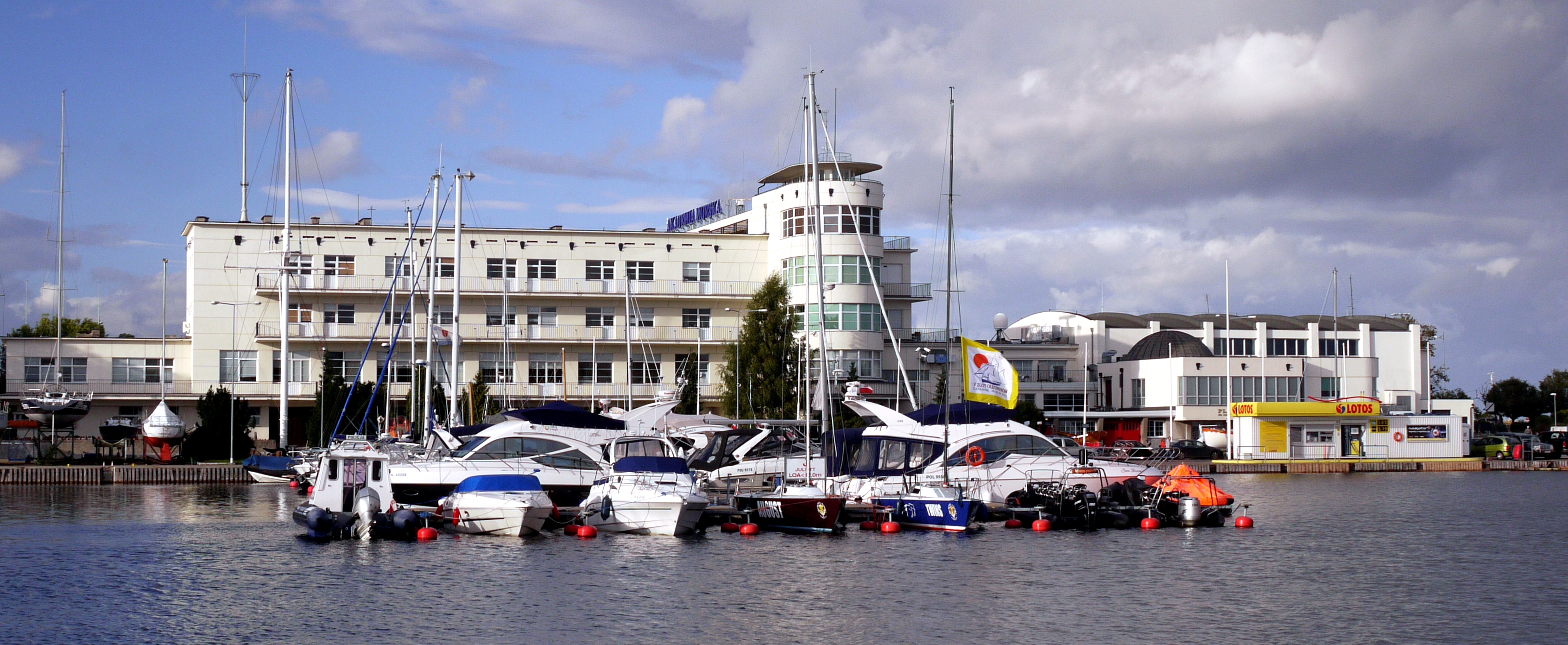
Siedziba Wydziału: dawny Dom Żeglarza Polskiego (z 1937 roku), obok budynki planetarium i basenu pływackiego

## Wydziałem kierowali[1]
Kierownicy wydziału:
1. kmdr por. kpt.ż.w. Gustaw Kański (1920-1934)
2. kpt. mar. kpt.ż.w. Antoni Ledóchowski (1934-1939)
3. kpt.ż.w. Józef Giertowski (1953-1957)
4. kpt.ż.w. mgr Józef Miłobędzki (1957-1958)
5. kpt.ż.w. mgr Józef Gurbisz (1958 i 1960-1962)
6. kpt.ż.w. Mieczysław Kazibut (1962-1969)

Dziekani:
1. kpt.ż.w. dr Daniel Duda (1969-1972)
2. kpt.ż.w. inż. Bohdan Borowski (1972-1975)
3. kpt.ż.w. dr inż. Zdzisław Chuchla (1975-1981 i 1984-1990)
4. kpt.ż.w. inż. Stanisław Bester (1982-1984)
5. kpt.ż.w. mgr Eugeniusz Kazanecki (1990-1995)
6. kpt.ż.w. Andrzej Królikowski (1992-1993)
7. kmdr ppor. rez. dr inż. Andrzej Niewiak (1996-2002)
8. dr hab. kmdr Michał Holec (2002-2008)
9. prof. dr hab. inż.  kpt.ż.w. Adam Weintrit (2008-2016)
10. dr hab. Leszek Smolarek (od 2016)
11. dr hab. inż. Tomasz Neumann[6]